# Espasmódicos
Espasmódicos fue un grupo de punk formado en Madrid a principios de la década de 1980. Estaban influenciados, sobre todo, por la primera oleada de punk y hardcore punk de Estados Unidos, así como, en menor medida, por el punk inglés de finales de los setenta.
Formados a principios de 1981, la carrera de Espasmódicos fue corta pero intensa (se disolvieron en 1983). Dejaron grabadas apenas diez canciones repartidas en dos EP y un recopilatorio, el seminal Punk, qué? punk editado en 1983 por DRO.
A pesar de lo escaso de sus grabaciones y los pocos conciertos que llegaron a dar (apenas una decena, incluyendo dos apariciones en Televisión Española), Espasmódicos son, a día de hoy, uno de los grupos más importantes e influyentes de la primera oleada del punk en España:

«De la ola punk que alcanzó a la península ibérica a principios de los 80, Espasmódicos fueron, sin lugar a dudas, uno de los nombres cruciales para entender el fenómeno en España [...] Esta banda de Madrid sabía como darle a sus canciones un toque distintivo, basado en un poderoso y anfetamínico sonido y en una actitud a prueba de bombas...»

## Historia
Espasmódicos se fundó a principios de 1981, cuando José Mota, Enrique Arnal y César Sánchez, tres amigos del barrio madrileño de Malasaña, decidieron formar una banda de punk tras escuchar «Holiday in Cambodia» («Vacaciones en Camboya»), el segundo sencillo de Dead Kennedys. Tras cambiarse los nombres (José se convirtió en J. Siemens, Enrique en Kike Kruel y César en CSG7I) y sortear los instrumentos que tocarían cada uno quedó definida la formación: J. Siemens a la guitarra, Kike como cantante y CSG7I al bajo. Pronto comenzaron a ensayar (compartiendo locales con bandas como Zoquillos, Glutamato Ye-Yé o Ramoncín) y a buscar un batería.
El primer batería de Espasmódicos fue Carlos del Castillo, Carlos "Torero", quien llegó a la banda en 1981. Las influencias de la banda se ampliaron con el fichaje de Carlos. Mientras que a los tres primeros les gustaban el hard rock, el hardcore punk (Dead Kennedys, MDC, Circle Jerks, Black Flag) y la primera oleada del punk (Sex Pistols, Buzzcocks), Carlos era seguidor de grupos de nueva ola y de jazz-rock. Fue Kike Kruel quien le puso el apodo de "Torero".
Su primera grabación apareció a principios de 1982, en forma de EP de 7" titulado Recomendado para molestar a su vecino. El EP constaba de tres canciones: «Enciendes tu motor», «Ni eficiencia ni progreso» y «Están deseando que te pongas a temblar». El EP tenía un sonido duro y compacto, mostrando así las querencias del grupo, comentadas más arriba, por los grupos de hardcore estadounidenses. Para la primera canción contaron con el saxofón de Karlox (entonces miembro de Polansky y el Ardor), en una intervención nada habitual en el punk de la época:

«"Enciendes tu motor", un clásico del punk hispano, marcado por la presencia de un saxofón, una verdadera "frivolité" para la cerrada escena de la época y que muestra la apertura de mente de la banda»

El EP fue autofinanciado por la propia banda en un estudio profesional. Además, la carpeta era obra de J. Siemens y Kike Kruel (bajo el seudónimo de Titanes Planetarios). EL EP fue editado a finales de otoño por la todavía primeriza Discos Radiactivos Organizados, a la que el grupo acusó de no hacerles promoción adecuada y de negarles las regalías que deberían haber percibido por su venta.
Durante 1982, de hecho antes de salir el disco, el 18 de julio, llegó su primera aparición en TVE, en el programa Pista Libre, en el que interpretaron en directo «Están deseando que te pongas a temblar». La segunda fue ya en enero de 1983 en Caja de ritmos, el programa musical (de breve vida) de Carlos Tena, pero esta vez la actuación fue en playback. Interpretaron «Días de destrucción» y «Serafín», canciones que aún no habían visto la luz en forma de grabación. Las canciones se grabaron, pues, ex professo para el programa.
Durante las sesiones de grabación para Caja de ritmos Espasmódicos registraron un total de cinco temas, «Mata», «El día que me falló Superman» y «Soy cruel», además de los dos citados. Para la grabación de estos tres temas contaron con Carlos de Yebra como músico de estudio, ya que Carlos Torero decidió dejar el grupo tras la grabación de «Serafín» y «Días de destrucción».
Ya entrado 1983 aparecieron las últimas referencias de Espasmódicos. La primera fueron dos canciones con las que el grupo contribuyó al recopilatorio de DRO Punk, que? punk, aparecido a principios de año, una grabación que fue muy importante en su momento en la escena punk estatal. Los dos temas eran «Tía, vete a cagar» y «1943». El segundo tema era en realidad una versión libre de «Belsen was a gas» de The Sex Pistols y les proporcionó críticas negativas por el trasfondo nazi de la canción. La portada del recopilatorio fue obra, nuevamente, de Titanes Planetarios.
La segunda fue el EP en formato maxisencillo Espasmódicos, un vinilo que contenía los cinco temas que grabaron durante las sesiones de Caja de ritmos. EL EP iba en la línea de su predecesor, con un sonido similar y un art-work de los propios Espasmódicos (de nuevo como Titanes Planetarios). Además, de igual modo que solían hacer los ingleses Crass o sus amados Dead Kennedys, incluyeron un fanzine (también obra de J. Siemens y Kike Kruel) con todas las letras de sus canciones, incluidas las de Recomendado para molestar a su vecino y Punk Que? Punk, además de tres temas inéditos: «Muy mal», «Religión» y «Caos y descontrol». El maxi apareció con considerable retraso, hacia finales de año.
En 1983 el grupo fichó a Magüu Pilarte (entonces militaba en Cronopio) como batería. Magüu no llegó a participar en ninguna de las sesiones anteriores, pero sí lo hizo en el último concierto de la banda el 18 de junio de 1983 en Campo de Criptana junto a OX Pow. El cartel inicial contaba con la presencia de La UVI, Zoquillos, OX Pow y Espasmódicos, pero al final Zoquillos y La UVI no se presentaron al evento.
Poco después, el grupo se separó. Kike y César no volvieron a relacionarse con el mundo de la música, pero J. Siemens y Magüu continuaron en el punk formando TDeK. Cuando éstos se disolvieron en 1990, J. Siemens abandonó el mundo de la música, pero Magüu siguió en él (con el grupo AKITACHYWA y otros proyectos).
Kike Kruel falleció el 13 de noviembre de 2003. El año anterior, Potencial Hardcore y Munster Records reeditaron todo el material de Espasmódicos en el CD/LP Espasmódicos. Con motivo de la muerte de Kike Kruel se realizó un concierto homenaje en el que participaron grupos como La Broma de Ssatán, Muletrain o Zinc. El concierto se grabó y editó en DVD acompañando al disco tributo Homenaje a Espasmódicos y a la Memoria de Kike Kruel, aparecido en 2004 de mano de Potencial Hardcore. El CD consiste en versiones de Espasmódicos a cargo de, entre otros, La Broma de Ssatán, La Frontera, Nuevo Catecismo Católico, Safety Pins o TDeK:

«Las letras de Kike nunca tuvieron parangón; nihilistas, despiadadas y marcadas por una malsana atracción por la muerte y la violencia. Pero siempre certeras y casi nunca gratuitas. Precisos relatos de una realidad decadente como no los ha compuesto jamás ningún otro letrista punk en castellano.»
Danimortaja

## Miembros
- Kike Kruel (Enrique Arnal) - Voz
- J. Siemens (José Mota) - Guitarra
- CSG7I (César Sánchez) - Bajo
- Carlos Torero (1981-1983) - Batería
- Magüu Pilarte (1983) - batería

## Discografía

### Sencillos y EP
- 7" EP Recomendado para molestar a su vecino (DRO 011, 1982). Reeditado por Radikal 1977 Records.
- 12" EP Espasmódicos (π Musikra 001, 1983, edición limitada, 1.500 copias).

### Apariciones en recopilatorios
- «Están deseando que te pongas a temblar» en el LP Locos por la música (Pista Libre-DRO, 1982-1983).
- «Tía, vete a cagar» y «1943» en Punk, qué? punk (DRO 022, 1983). Estas dos canciones son exclusivas de este recopilatorio, no aparecieron ni en Recomendado para molestar a su vecino ni en el EP Espasmódicos.
- «Enciendes tu motor» y «Serafín» en La movida madrileña (π musikra M 29609, 1983). En la reedición en CD de 1994 (Revelde Discos) se añadió, además, «Ni eficiencia ni progreso».
- «Están deseando que te pongas a temblar» en Punk, qué? punk 2 (DRO, 1994).
- «Enciendes tu motor» en ¿Dónde estabas tú... en 1982? (DRO, 1994).
- «Enciendes tu motor» en Bloodstains Across Spain (Lipstickkillers, 1997).
- Las cinco canciones de Espasmódicos EP en Five old Spanish PunkRock twelve inches (Lipstickkillers, 1999).
- «Soy cruel» en Viva la punk (Revelde Discos, 2001).
- «Tía, vete a cagar» en el CD recopilatorio que acompaña a Hasta el final. 20 años de punk en España (2.ª ed.), Libros Zona de Obras/SGAE. ISBN 84-931607-5-X (2002).

### Álbumes recopilatorios y tributos
- CD/LP Espasmódicos (Potencial Hardcore/Munster Records, 2002). Álbum recopilatorio con Recomendado para molestar a su vecino, el EP y las dos canciones de Punk, qué? punk.
- CD Homenaje a Espasmódicos y a la Memoria de Kike Kruel (Potencial Hardcore, 2004). Disco tributo a Espasmódicos (CD y DVD) grabado como homenaje a Kike Kruel tras su muerte. Participan grupos como 37 Hostias, La Broma de Ssatán, Muletrain, La Frontera o Nuevo Catecismo Católico.